# Liste des cavités naturelles les plus longues de Seine-et-Marne

Département de Seine-et-Marne.

La liste des cavités naturelles les plus longues de Seine-et-Marne recense sous la forme d'un tableau, les cavités souterraines naturelles connues, dont le développement est supérieur à vingt mètres.
La communauté spéléologique considère qu'une cavité souterraine naturelle n'existe vraiment qu'à partir du moment où elle est « inventée » c'est-à-dire découverte (ou redécouverte), inventoriée, topographiée et publiée. Bien sûr, la réalité physique d'une cavité naturelle est la plupart du temps bien antérieure à sa découverte par l'homme ; cependant tant qu'elle n'est pas explorée, mesurée et révélée, la cavité naturelle n'appartient pas au domaine de la connaissance partagée.
La liste spéléométrique des plus longues cavités naturelles de Seine-et-Marne (> 20 m) est  actualisée fin 2018.
La plus longue cavité répertoriée dans le département de Seine-et-Marne est la caverne des Catacombes à Buthiers (cf. ligne 1 du tableau ci-dessous).

## Seine-et-Marne (France)

### Cavités de développement supérieur à20m
18 cavités sont recensées au 31-12-2018.
| Réf. | Cavités (autres noms)          | Communes            | Massifs ou zones géographiques | Coordonnées (WGS 84)        | Développement (en mètres) | Dénivelée (en mètres) | Sources ou références                          | Mises à jour |
| ---- | ------------------------------ | ------------------- | ------------------------------ | --------------------------- | ------------------------- | --------------------- | ---------------------------------------------- | ------------ |
| 1    | Caverne des Catacombes         | Buthiers            |                                | 48° 17′ 43″ N, 2° 26′ 08″ E | +000165, m                | +0000, m              | Spéléométrie de la France                      | 2000-00      |
| 2    | Caverne des Brigands           | Fontainebleau       |                                | 48° 26′ 17″ N, 2° 37′ 49″ E | +0 00093, m               | +0000, m              | Sports-jeunes-vacances & latribunelibredebleau | 2000-00      |
| 3    | Grotte du Bourrelier           | Buthiers            |                                | 48° 17′ 42″ N, 2° 25′ 44″ E | +0 00088, m               | +0000, m              | Spéléométrie de la France                      | 2000-00      |
| 4    | Grotte de Chenoise             | Chenoise            |                                | 48° 38′ 07″ N, 3° 10′ 45″ E | +0 00054, m               | +0015, m              | Spéléométrie de la France                      | 2000-00      |
| 5    | Grotte n° 1 de Champagne       | Champagne-sur-Seine |                                | 48° 24′ 31″ N, 2° 47′ 55″ E | +0 00043, m               | +0016, m              | Spéléométrie de la France                      | 2000-00      |
| 6    | Grotte du Curé                 | Villiers-sous-Grez  |                                | 48° 18′ 47″ N, 2° 38′ 53″ E | 40,50 m                   | +0000, m              | Spéléométrie de la France                      | 2000-00      |
| 7    | Grotte n° 2 de Champagne       | Champagne-sur-Seine |                                | 48° 24′ 33″ N, 2° 47′ 54″ E | +0 00034, m               | +0013, m              | Spéléométrie de la France                      | 2000-00      |
| 8    | Grotte Béatrix                 | Fontainebleau       |                                | 48° 21′ 25″ N, 2° 43′ 52″ E | +0 00033, m               | +0000, m              | Spéléométrie de la France                      | 2000-00      |
| 9    | Grotte de la Roche aux Voleurs | Larchant            |                                | 48° 18′ 09″ N, 2° 36′ 11″ E | 32,50 m                   | +0000, m              | Spéléométrie de la France                      | 2000-00      |
| 10   | Perte du Ru de Javot           | Valence-en-Brie     |                                | 48° 26′ 53″ N, 2° 53′ 53″ E | +0 00032, m               | +0000, m              | Spéléométrie de la France                      | 2000-00      |
| 11   | Grotte du Serment              | Fontainebleau       |                                | 48° 24′ 23″ N, 2° 39′ 01″ E | 30,50 m                   | +0000, m              | Spéléométrie de la France                      | 2000-00      |
| 12   | Grotte du Banc du Roi          | Fontainebleau       |                                |                             | +0 00029, m               | +0000, m              | Spéléométrie de la France                      | 2000-00      |
| 13   | Grotte du Lézard               | Buthiers            |                                |                             | +0 00029, m               | +0000, m              | Spéléométrie de la France                      | 2000-00      |
| 14   | Grotte de Cadet Roussel        | Buthiers            |                                |                             | 25,50 m                   | +0000, m              | Spéléométrie de la France                      | 2000-00      |
| 15   | Caverne d'Augas                | Fontainebleau       |                                | 48° 25′ 25″ N, 2° 42′ 38″ E | +0 00022, m               | +0000, m              | Spéléométrie de la France                      | 2000-00      |
| 16   | Grotte du Parjure              | Fontainebleau       |                                | 48° 24′ 23″ N, 2° 39′ 01″ E | 21,50 m                   | +0000, m              | Spéléométrie de la France                      | 2000-00      |
| 17   | Grotte du Camée                | Fontainebleau       |                                |                             | +0 00021, m               | +0000, m              | Spéléométrie de la France                      | 2000-00      |
| 18   | Grotte Philippe-Auguste        | Fontainebleau       |                                |                             | +0 00020, m               | +0000, m              | Spéléométrie de la France                      | 2000-00      |